# Бромат калия
Брома́т ка́лия — неорганическое соединение, соль щелочного металла калия и бромноватой кислоты с формулой KBrO3, бесцветные кристаллы, хорошо растворимые в воде. Обладает умеренно-токсическим действием.

## Получение
- Растворение брома в горячем концентрированном растворе гидроксида или карбоната калия:

{\displaystyle {\mathsf {3Br_{2}+6KOH\ {\xrightarrow {80^{o}C}}\ KBrO_{3}+5KBr+3H_{2}O}}}
{\displaystyle {\mathsf {3Br_{2}+3K_{2}CO_{3}\ {\xrightarrow {80^{o}C}}\ KBrO_{3}+5KBr+3CO_{2}\uparrow }}}
- Электролиз раствора бромида калия:

{\displaystyle {\mathsf {KBr+3H_{2}O\ {\xrightarrow {e^{-}}}\ KBrO_{3}+3H_{2}\uparrow }}}
- Окисление брома хлоратом калия в горячей разбавленной азотной кислоте:

{\displaystyle {\mathsf {Br_{2}+2KClO_{3}\ {\xrightarrow {80^{o}C}}\ 2KBrO_{3}+Cl_{2}}}}
- Окисление брома хлором в растворе гидроксида калия:

{\displaystyle {\mathsf {Br_{2}+5Cl_{2}+12KOH\ {\xrightarrow {80^{o}C}}\ 2KBrO_{3}+10KCl+6H_{2}O}}}
- Разложение пербромата калия:

{\displaystyle {\mathsf {2KBrO_{4}\ {\xrightarrow {275^{o}C}}\ 2KBrO_{3}+O_{2}}}}

## Физические свойства
Бромат калия образует бесцветные кристаллы тригональной сингонии, пространственная группа R 3m, параметры ячейки a = 0,6015 нм, c = 0,8142 нм, Z = 3.
Хорошо растворяется в воде, слабо растворяется в этаноле, не растворяется в ацетоне.

## Химические свойства
- Разлагается при нагревании:

{\displaystyle {\mathsf {2KBrO_{3}\ {\xrightarrow {>434^{o}C}}\ 2KBr+3O_{2}}}}
- Является сильным окислителем:

{\displaystyle {\mathsf {2KBrO_{3}+3C\ {\xrightarrow {400-500^{o}C}}\ 2KBr+3CO_{2}\uparrow }}}
{\displaystyle {\mathsf {KBrO_{3}+2NH_{3}\ {\xrightarrow {450^{o}C}}\ KBr+N_{2}\uparrow +3H_{2}O}}}

## Применение
- В качестве разрыхлителя теста (в некоторых странах запрещён) — пищевая добавка Е924.